# Бесплатные объятия

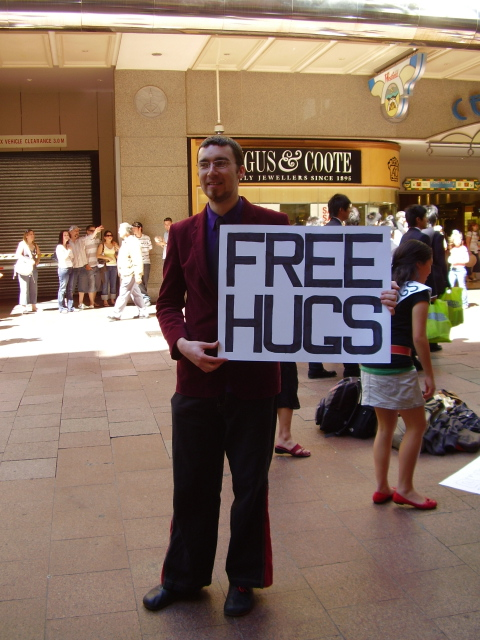
Основатель движения Хуан Манн

Бесплатные объятия (англ. Free Hugs) — движение, участники которого выходят на улицы и предлагают незнакомым людям свои объятия. Основано австралийцем Хуаном Манном в 2004 году. Международную известность приобрело в 2006 году благодаря музыкальному видеоклипу австралийской рок-группы Sick Puppies, опубликованному на YouTube.

## Движение на Украине

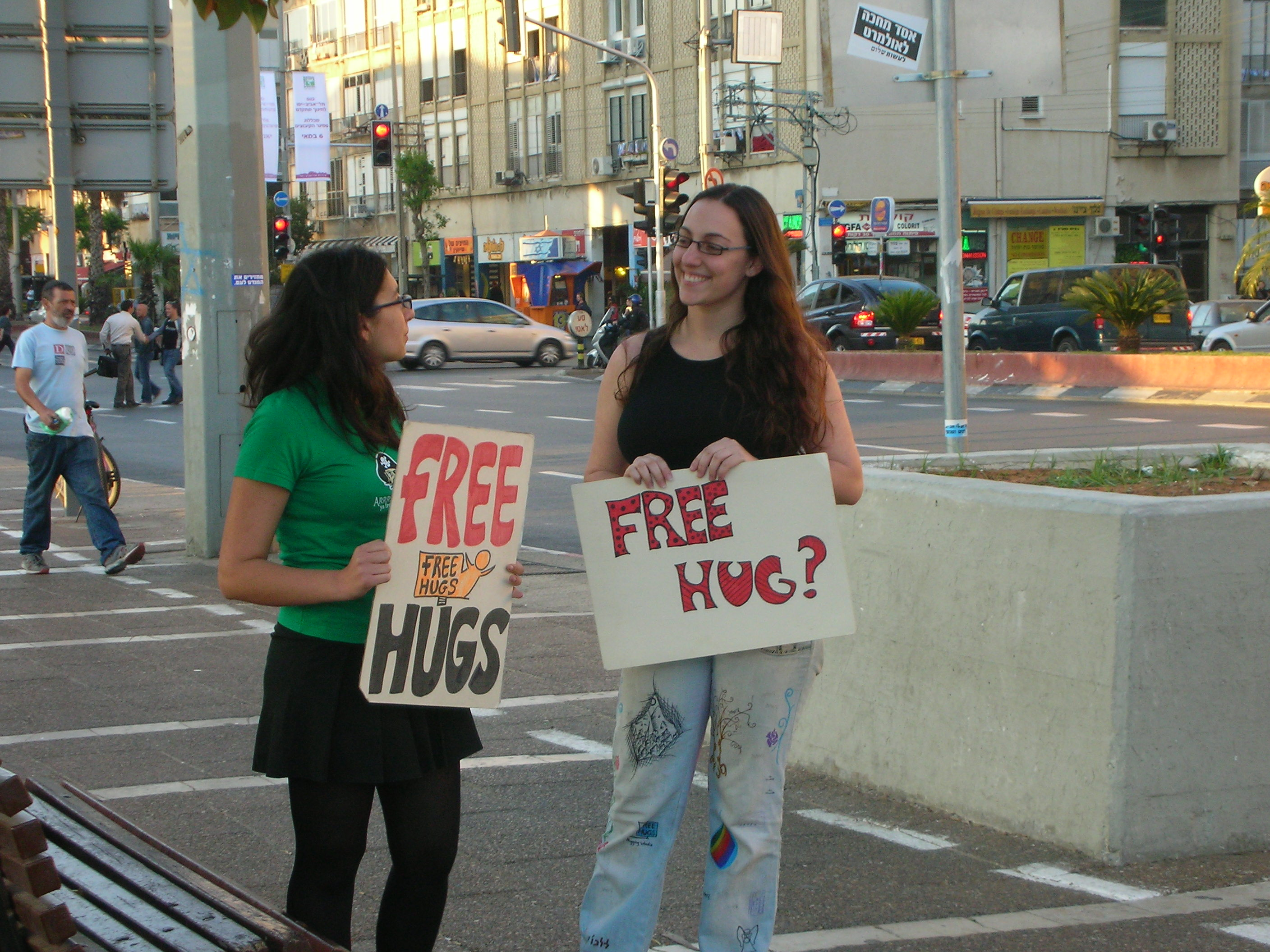
Две девушки предлагают бесплатные объятия на израильской улице

На постсоветском пространстве движение также постепенно завоёвывает популярность. В Симферополе, например, инициатором акции «Давайте обнимемся!» 30 ноября 2008 года выступило городское еженедельное издание «Главный Проспект». А в мае 2008 года во время выборов городского головы Киева украинская Партия регионов построила на образах движения рекламный ролик своего кандидата Василия Горбаля, в котором бесплатные объятия предлагали, помимо самого кандидата, украинские политики Нестор Шуфрич, Инна Богословская и Дмитрий Табачник; в качестве саундтрека в ролике была использована песня рок-группы «Sick Puppies», перепетая на украинском языке певцом Романом Полонским.